# Danh sách trận Siêu cúp Anh

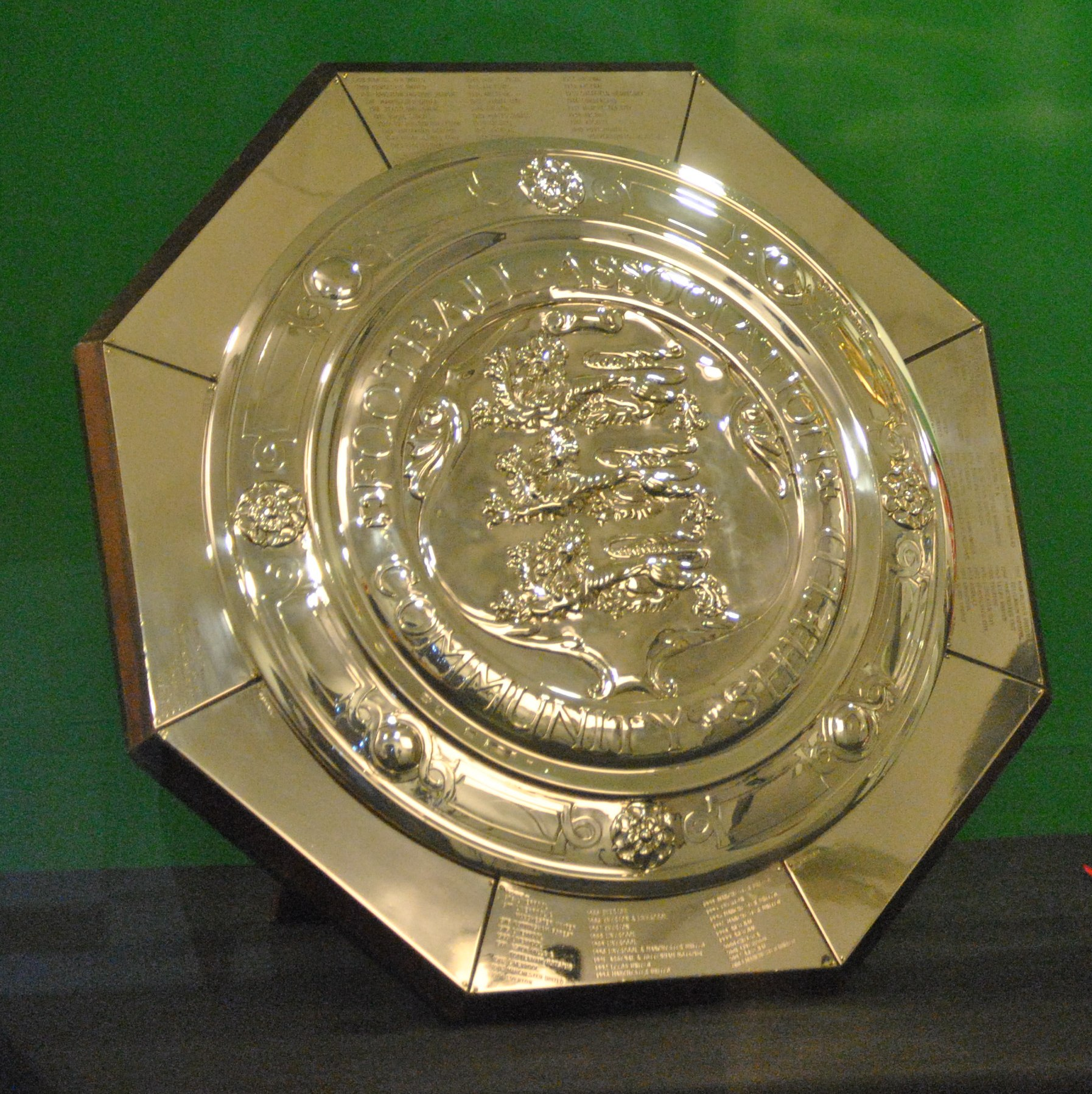
FA Community Shield, danh hiệu mà đội chiến thắng sẽ nhận được.

FA Community Shield (trước đây gọi là Charity Shield cho đến năm 2001, truyền thông Việt Nam còn gọi là Siêu cúp Anh) là một trận đấu bóng đá thường niên do Hiệp hội bóng đá Anh tổ chức với sự tham gia tranh tài giữa nhà vô địch Ngoại hạng Anh và nhà vô địch Cúp FA. Trong trường hợp một câu lạc bộ giành được cú đúp quốc nội (vô địch cả Ngoại hạng Anh và Cúp FA) thì họ sẽ đối đầu với đội á quân Ngoại hạng Anh. Trận đấu được tổ chức vào tháng 8 thường niên, đóng vai trò tương đương với siêu cúp của Anh và được coi là "tiết mục mở màn" (curtain-raiser) cũng như là trận đấu chính thức đầu tiên của mỗi mùa giải bóng đá hạng cao nhất ở Anh. Kể từ năm 1974, gần như tất cả (ngoại trừ bảy trận đấu) đều được tổ chức tại sân vận động Wembley cũ hoặc mới. Stamford Bridge, nơi diễn ra trận Charity Shield đầu tiên vào năm 1908, là địa điểm tổ chức số trận Shield nhiều thứ hai với tổng cộng 11 trận. Nhà đương kim vô địch là Manchester City, đội đã đánh bại Manchester United với tỷ số 7–6 trên loạt sút luân lưu sau khi hòa 1–1 trong trận đấu năm 2024.
Thể thức của Community Shield đã trải qua nhiều lần thay đổi trong suốt chiều dài lịch sử. Ban đầu, trận đấu được tổ chức giữa các nhà vô địch của Football League và Southern Football League từ khi thành lập cho đến năm 1912, sau đó được mở rộng cho cả cầu thủ chuyên nghiệp lẫn nghiệp dư đều tham gia tranh tài. Sau sáu năm gián đoạn do Thế chiến thứ nhất, giải đấu đã trở lại vào năm 1920 với trận đấu giữa các nhà vô địch của Football League First và Second Division. Năm tiếp theo, thể thức trận đấu lại thay đổi, trở thành cuộc so tài giữa nhà vô địch Football League và nhà vô địch Cúp FA, song thể thức vẫn tiếp tục thay đổi nhiều lần giữa các trận đấu nghiệp dư/chuyên nghiệp và giữa nhà vô địch Football League/nhà vô địch Cúp FA trong suốt những năm 1920. Từ năm 1930 trở đi, thể thức trận đấu được ổn định, trở thành một trận đấu tiêu chuẩn giữa nhà vô địch Cúp FA và nhà vô địch Football League, ngoại trừ ba trường hợp đặc biệt. Năm 1950, đội tuyển Anh tham dự World Cup đã thi đấu với đội tuyển Anh vừa du đấu tại Canada vào mùa hè năm đó, trong khi Tottenham Hotspur, đội giành cú đúp quốc nội, đã thi đấu với "F.A. Selected XI" được tờ The Times mô tả là "đội tuyển Anh trá hình". Một thập kỷ sau, vào năm 1971, Arsenal giành cú đúp quốc nội và đã quyết định không thi đấu trận tranh Shield nhằm tập trung vào các trận giao hữu có lợi nhuận cao hơn ở châu Âu; Leicester City – nhà vô địch Second Division – đã thay thế họ tham gia trận đấu này.
Manchester United đang nắm giữ kỷ lục về số lần chiến thắng nhiều nhất, với 21 lần đăng quang kể từ khi giải đấu ra đời. Họ cũng nắm giữ kỷ lục về số lần tham dự nhiều nhất (31 lần) và số lần thất bại nhiều nhất (10 lần). Mặc dù Shield  đã chứng kiến nhiều khoảnh khắc lịch sử đáng nhớ – từ cú hat-trick đầu tiên trong sự nghiệp của Eric Cantona vào năm 1992 cho đến thất bại đầu tiên của Manchester United vào năm 1999, chấm dứt chuỗi 33 trận bất bại liên tiếp, giải đấu này vẫn bị một số người xem nhẹ, coi nó chỉ như một trận giao hữu mang tính nghi thức, không danh giá bằng các danh hiệu quốc nội khác. Thực tế đã chứng minh, việc giành được Shield không phải là một chỉ báo đáng tin cậy cho thành công trong mùa giải sắp tới. Kể từ khi Ngoại hạng Anh ra đời vào năm 1992, chỉ có 8 câu lạc bộ giành Shield sau đó tiếp tục đăng quang ngôi vô địch Ngoại hạng Anh trong cùng mùa giải, gần đây nhất là Manchester City vào mùa giải 2018–19. Thậm chí, Gianluca Vialli đã bị sa thải chỉ vài tuần sau khi dẫn dắt Chelsea giành chiến thắng trong trận đấu năm 2000 do khởi đầu mùa giải không mấy ấn tượng.
Trước trận FA Community Shield 2008, huấn luyện viên Manchester United Sir Alex Ferguson đã tóm tắt quan điểm của mình về giải đấu này: "Community Shield là một trận đấu danh giá, nhưng tôi thường sử dụng những cầu thủ chưa thực sự sung sức... đó luôn là một trận đấu mà chúng tôi không bao giờ coi là sống còn; chúng tôi sử dụng nó như một thước đo về thể lực". Tuy nhiên, những người khác vẫn công nhận đây là trận đấu chính thức đầu tiên và là danh hiệu đầu tiên của mùa giải quốc nội. Trước trận FA Community Shield 2016 gặp Manchester United, huấn luyện viên Leicester City Claudio Ranieri đã đặt câu hỏi: "Tại sao lại gọi đây là một trận giao hữu? Khi nào Community Shield lại là trận giao hữu? Tất nhiên, chúng tôi sẽ chơi hết mình và Manchester United cũng sẽ làm như vậy. Cả hai đội đều khao khát chiến thắng. Tôi rất háo hức." Năm tiếp theo, huấn luyện viên Chelsea Antonio Conte khẳng định tầm quan trọng của Community Shield trước trận đấu với Arsenal, đội đã phá vỡ tham vọng giành cú đúp danh hiệu quốc nội của Chelsea ở mùa giải trước: "Đây không phải là một trận giao hữu. Đây là một trận đấu chính thức và có một chiếc cúp để tranh giành, vì vậy đối với chúng tôi nó rất quan trọng." Tương tự, vào năm 2018, huấn luyện viên Manchester City Pep Guardiola đã gọi cuộc chạm trán của đội mình với Chelsea tại Community Shield là "trận chung kết đầu tiên" của mùa giải.

## Kết quả

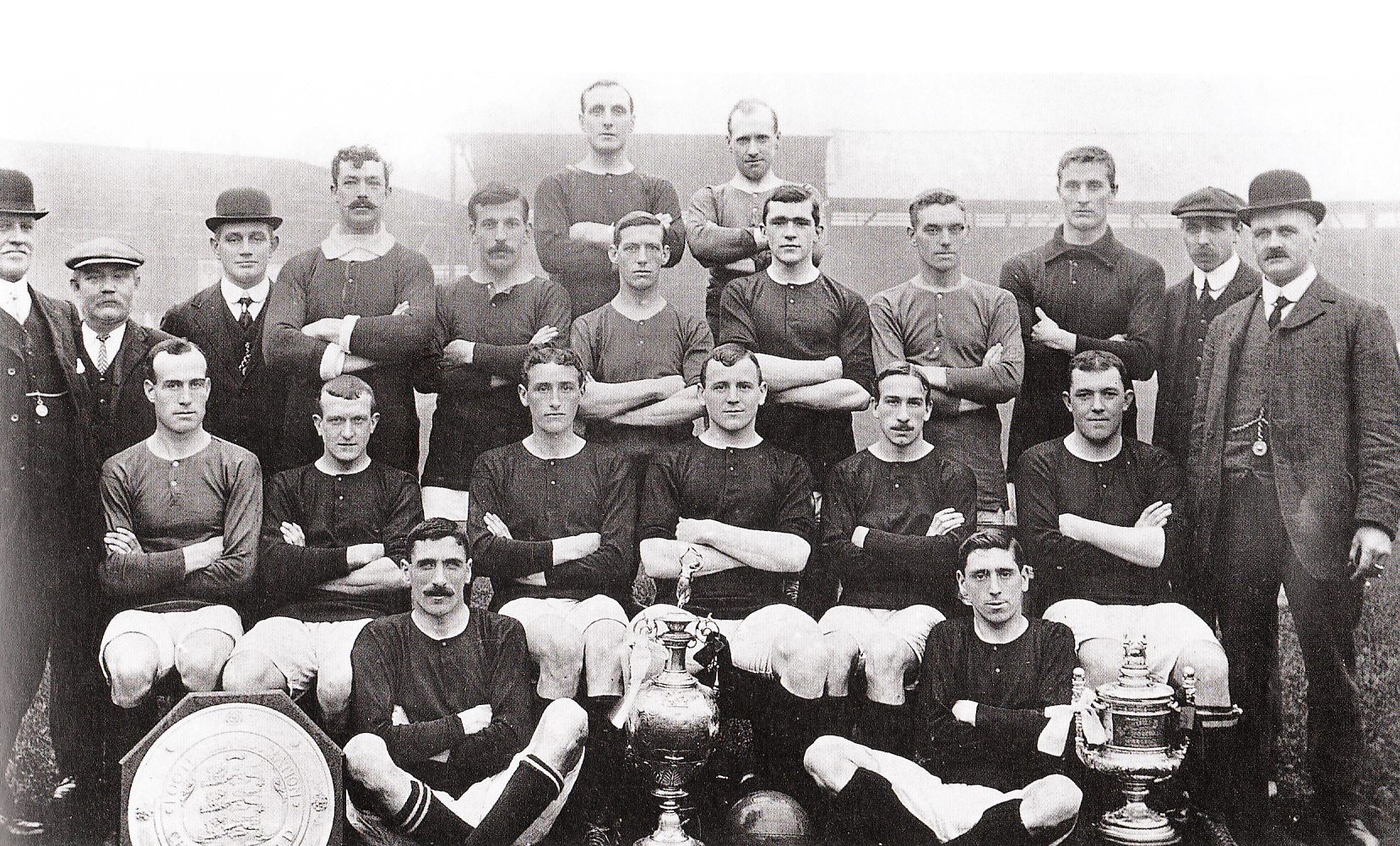
Manchester United giành chức vô địch Charity Shield/Community Shield đầu tiên vào năm 1908 (hình chiếc cúp ở hàng đầu bên trái).

| (T)  | Tái đấu                                                                                      |
| &    | Danh hiệu được trao cho cả hai đội sau khi trận đấu kết thúc với tỉ số hòa                   |
| pen. | Trận đấu được định đoạt bằng loạt sút luân lưu sau khi kết thúc thời gian thi đấu chính thức |
| ‡    | Đội bóng được thành lập chỉ để đá trận đấu này                                               |

| Năm  | Vô địch                                      | Tỉ số          | Á quân                    | Nơi tổ chức                | Khán giả | Chú thích       |
| ---- | -------------------------------------------- | -------------- | ------------------------- | -------------------------- | -------- | --------------- |
| 1908 | Manchester United                            | 1–1            | Queens Park Rangers       | Stamford Bridge            | 6.000    | [ 31 ]          |
| 1908 | Manchester United                            | 4–0 (T)        | Queens Park Rangers       | Stamford Bridge            | 50.000   | [ 32 ]          |
| 1909 | Newcastle United                             | 2–0            | Northampton Town          | Stamford Bridge            | 7.000    | [ 33 ]          |
| 1910 | Brighton and Hove Albion                     | 1–0            | Aston Villa               | Stamford Bridge            | 13.000   | [ 34 ]          |
| 1911 | Manchester United                            | 8–4            | Swindon Town              | Stamford Bridge            | 10.000   | [ 35 ]          |
| 1912 | Blackburn Rovers                             | 2–1            | Queens Park Rangers       | White Hart Lane            | 7.100    | [ 36 ]          |
| 1913 | English Professionals XI‡                    | 7–2            | English Amateurs XI‡      | The Den (cũ)               | 15.000   | [ 38 ]          |
| 1920 | West Bromwich Albion                         | 2–0            | Tottenham Hotspur         | White Hart Lane            | 38.168   | [ 10 ]          |
| 1921 | Tottenham Hotspur                            | 2–0            | Burnley                   | White Hart Lane            | 18.000   | [ 11 ]          |
| 1922 | Huddersfield Town                            | 1–0            | Liverpool                 | Old Trafford               | 20.000   | [ 39 ]          |
| 1923 | English Professionals XI‡                    | 2–0            | English Amateurs XI‡      | Stamford Bridge            | 11.000   | [ 40 ]          |
| 1924 | English Professionals XI‡                    | 3–1            | English Amateurs XI‡      | Sân vận động Highbury      | 10.000   | [ 41 ]          |
| 1925 | English Amateurs XI‡                         | 6–1            | English Professionals XI‡ | White Hart Lane            | 5.000    | [ 42 ]          |
| 1926 | English Amateurs XI‡                         | 6–3            | English Professionals XI‡ | Maine Road                 | 1.500    | [ 43 ]          |
| 1927 | Cardiff City                                 | 2–1            | Corinthian                | Stamford Bridge            | 16.500   | [ 44 ]          |
| 1928 | Everton                                      | 2–1            | Blackburn Rovers          | Old Trafford               | 4.000    | [ 45 ] [ 46 ]   |
| 1929 | English Professionals XI‡                    | 3–0            | English Amateurs XI‡      | The Den (cũ)               | 6.000    | [ 47 ]          |
| 1930 | Arsenal                                      | 2–1            | Sheffield Wednesday       | Stamford Bridge            | 18.000   | [ 48 ]          |
| 1931 | Arsenal                                      | 1–0            | West Bromwich Albion      | Villa Park                 | 21.276   | [ 49 ]          |
| 1932 | Everton                                      | 5–3            | Newcastle United          | St James' Park             | 10.000   | [ 50 ]          |
| 1933 | Arsenal                                      | 3–0            | Everton                   | Goodison Park              | 20.000   | [ 51 ]          |
| 1934 | Arsenal                                      | 4–0            | Manchester City           | Sân vận động Highbury      | 10.888   | [ 52 ]          |
| 1935 | Sheffield Wednesday                          | 1–0            | Arsenal                   | Sân vận động Highbury      | 15.000   | [ 53 ]          |
| 1936 | Sunderland                                   | 2–1            | Arsenal                   | Roker Park                 | 15.000   | [ 54 ]          |
| 1937 | Manchester City                              | 2–0            | Sunderland                | Maine Road                 | 14.000   | [ 55 ]          |
| 1938 | Arsenal                                      | 2–1            | Preston North End         | Sân vận động Highbury      | 7.233    | [ 56 ]          |
| 1948 | Arsenal                                      | 4–3            | Manchester United         | Sân vận động Highbury      | 31.000   | [ 57 ]          |
| 1949 | Portsmouth Wolverhampton Wanderers           | 1–1&           | —                         | Sân vận động Highbury      | 35.140   | [ 58 ]          |
| 1950 | England World Cup XI‡                        | 4–2            | FA Canadian Touring Team‡ | Stamford Bridge            | 38.468   | [ 59 ]          |
| 1951 | Tottenham Hotspur                            | 2–1            | Newcastle United          | White Hart Lane            | 27.760   | [ 60 ]          |
| 1952 | Manchester United                            | 4–2            | Newcastle United          | Old Trafford               | 11.381   | [ 61 ]          |
| 1953 | Arsenal                                      | 3–1            | Blackpool                 | Sân vận động Highbury      | 39.853   | [ 62 ]          |
| 1954 | West Bromwich Albion Wolverhampton Wanderers | 4–4&           | —                         | Sân vận động Molineux      | 45.035   | [ 63 ]          |
| 1955 | Chelsea                                      | 3–0            | Newcastle United          | Stamford Bridge            | 12.802   | [ 64 ]          |
| 1956 | Manchester United                            | 1–0            | Manchester City           | Maine Road                 | 30.495   | [ 65 ]          |
| 1957 | Manchester United                            | 4–0            | Aston Villa               | Old Trafford               | 27.923   | [ 66 ]          |
| 1958 | Bolton Wanderers                             | 4–1            | Wolverhampton Wanderers   | Burnden Park               | 36.029   | [ 67 ]          |
| 1959 | Wolverhampton Wanderers                      | 3–1            | Nottingham Forest         | Sân vận động Molineux      | 32.329   | [ 68 ]          |
| 1960 | Burnley Wolverhampton Wanderers              | 2–2&           | —                         | Turf Moor                  | 19.873   | [ 69 ]          |
| 1961 | Tottenham Hotspur                            | 3–2            | FA Select XI‡             | White Hart Lane            | 36.593   | [ 14 ]          |
| 1962 | Tottenham Hotspur                            | 5–1            | Ipswich Town              | Portman Road               | 20.067   | [ 70 ]          |
| 1963 | Everton                                      | 4–0            | Manchester United         | Goodison Park              | 54.844   | [ 71 ]          |
| 1964 | Liverpool West Ham United                    | 2–2&           | —                         | Anfield                    | 38.858   | [ 72 ]          |
| 1965 | Liverpool Manchester United                  | 2–2&           | —                         | Old Trafford               | 48.502   | [ 73 ]          |
| 1966 | Liverpool                                    | 1–0            | Everton                   | Goodison Park              | 63.329   | [ 74 ]          |
| 1967 | Manchester United Tottenham Hotspur          | 3–3&           | —                         | Old Trafford               | 54.106   | [ 75 ]          |
| 1968 | Manchester City                              | 6–1            | West Bromwich Albion      | Maine Road                 | 35.510   | [ 76 ]          |
| 1969 | Leeds United                                 | 2–1            | Manchester City           | Elland Road                | 39.835   | [ 77 ]          |
| 1970 | Everton                                      | 2–1            | Chelsea                   | Stamford Bridge            | 43.547   | [ 78 ]          |
| 1971 | Leicester City                               | 1–0            | Liverpool                 | Filbert Street             | 25.104   | [ 79 ]          |
| 1972 | Manchester City                              | 1-0            | Aston Villa               | Villa Park                 | 34.859   | [ 80 ]          |
| 1973 | Burnley                                      | 1–0            | Manchester City           | Maine Road                 | 23.988   | [ 81 ]          |
| 1974 | Liverpool                                    | 1–1 (6–5 pen.) | Leeds United              | Sân vận động Wembley (cũ)  | 67.000   | [ 82 ]          |
| 1975 | Derby County                                 | 2–0            | West Ham United           | Sân vận động Wembley (cũ)  | 59.000   | [ 83 ]          |
| 1976 | Liverpool                                    | 1–0            | Southampton               | Sân vận động Wembley (cũ)  | 76.500   | [ 84 ]          |
| 1977 | Liverpool Manchester United                  | 0–0&           | —                         | Sân vận động Wembley (cũ)  | 82.000   | [ 85 ]          |
| 1978 | Nottingham Forest                            | 5–0            | Ipswich Town              | Sân vận động Wembley (cũ)  | 68.000   | [ 86 ]          |
| 1979 | Liverpool                                    | 3–1            | Arsenal                   | Sân vận động Wembley (cũ)  | 92.800   | [ 87 ]          |
| 1980 | Liverpool                                    | 1–0            | West Ham United           | Sân vận động Wembley (cũ)  | 90.000   | [ 88 ]          |
| 1981 | Aston Villa Tottenham Hotspur                | 2–2&           | —                         | Sân vận động Wembley (cũ)  | 92.500   | [ 89 ]          |
| 1982 | Liverpool                                    | 1–0            | Tottenham Hotspur         | Sân vận động Wembley (cũ)  | 82.500   | [ 90 ]          |
| 1983 | Manchester United                            | 2–0            | Liverpool                 | Sân vận động Wembley (cũ)  | 92.000   | [ 91 ]          |
| 1984 | Everton                                      | 1–0            | Liverpool                 | Sân vận động Wembley (cũ)  | 100.000  | [ 92 ]          |
| 1985 | Everton                                      | 2–0            | Manchester United         | Sân vận động Wembley (cũ)  | 82.000   | [ 93 ]          |
| 1986 | Everton Liverpool                            | 1–1&           | —                         | Sân vận động Wembley (cũ)  | 88.231   | [ 94 ]          |
| 1987 | Everton                                      | 1–0            | Coventry City             | Sân vận động Wembley (cũ)  | 88.000   | [ 95 ]          |
| 1988 | Liverpool                                    | 2–1            | Wimbledon                 | Sân vận động Wembley (cũ)  | 54.887   | [ 96 ]          |
| 1989 | Liverpool                                    | 1–0            | Arsenal                   | Sân vận động Wembley (cũ)  | 63.149   | [ 97 ]          |
| 1990 | Liverpool Manchester United                  | 1–1&           | —                         | Sân vận động Wembley (cũ)  | 66.558   | [ 98 ]          |
| 1991 | Arsenal Tottenham Hotspur                    | 0–0&           | —                         | Sân vận động Wembley (cũ)  | 65.483   | [ 99 ]          |
| 1992 | Leeds United                                 | 4–3            | Liverpool                 | Sân vận động Wembley (cũ)  | 61.291   | [ 100 ]         |
| 1993 | Manchester United                            | 1–1 (5–4 pen.) | Arsenal                   | Sân vận động Wembley (cũ)  | 66.519   | [ 101 ]         |
| 1994 | Manchester United                            | 2–0            | Blackburn Rovers          | Sân vận động Wembley (cũ)  | 60.402   | [ 102 ]         |
| 1995 | Everton                                      | 1–0            | Blackburn Rovers          | Sân vận động Wembley (cũ)  | 40.149   | [ 103 ]         |
| 1996 | Manchester United                            | 4–0            | Newcastle United          | Sân vận động Wembley (cũ)  | 73.214   | [ 104 ]         |
| 1997 | Manchester United                            | 1–1 (4–2 pen.) | Chelsea                   | Sân vận động Wembley (cũ)  | 73.636   | [ 105 ]         |
| 1998 | Arsenal                                      | 3–0            | Manchester United         | Sân vận động Wembley (cũ)  | 67.342   | [ 106 ]         |
| 1999 | Arsenal                                      | 2–1            | Manchester United         | Sân vận động Wembley (cũ)  | 70.185   | [ 107 ] [ 108 ] |
| 2000 | Chelsea                                      | 2–0            | Manchester United         | Sân vận động Wembley (cũ)  | 65.148   | [ 109 ] [ 110 ] |
| 2001 | Liverpool                                    | 2–1            | Manchester United         | Sân vận động Thiên niên kỷ | 70.227   | [ 111 ] [ 112 ] |
| 2002 | Arsenal                                      | 1–0            | Liverpool                 | Sân vận động Thiên niên kỷ | 67.337   | [ 113 ]         |
| 2003 | Manchester United                            | 1–1 (4–3 pen.) | Arsenal                   | Sân vận động Thiên niên kỷ | 59.923   | [ 114 ] [ 115 ] |
| 2004 | Arsenal                                      | 3–1            | Manchester United         | Sân vận động Thiên niên kỷ | 63.317   | [ 116 ]         |
| 2005 | Chelsea                                      | 2–1            | Arsenal                   | Sân vận động Thiên niên kỷ | 58.014   | [ 117 ]         |
| 2006 | Liverpool                                    | 2–1            | Chelsea                   | Sân vận động Thiên niên kỷ | 56.275   | [ 118 ]         |
| 2007 | Manchester United                            | 1–1 (3–0 pen.) | Chelsea                   | Sân vận động Wembley       | 80.731   | [ 119 ]         |
| 2008 | Manchester United                            | 0–0 (3–1 pen.) | Portsmouth                | Sân vận động Wembley       | 84.808   | [ 120 ]         |
| 2009 | Chelsea                                      | 2–2 (4–1 pen.) | Manchester United         | Sân vận động Wembley       | 85.896   | [ 121 ]         |
| 2010 | Manchester United                            | 3–1            | Chelsea                   | Sân vận động Wembley       | 84.623   | [ 122 ]         |
| 2011 | Manchester United                            | 3–2            | Manchester City           | Sân vận động Wembley       | 77.169   | [ 123 ]         |
| 2012 | Manchester City                              | 3–2            | Chelsea                   | Villa Park                 | 36.394   | [ 124 ]         |
| 2013 | Manchester United                            | 2–0            | Wigan Athletic            | Sân vận động Wembley       | 80.235   | [ 125 ]         |
| 2014 | Arsenal                                      | 3–0            | Manchester City           | Sân vận động Wembley       | 71.523   | [ 126 ]         |
| 2015 | Arsenal                                      | 1–0            | Chelsea                   | Sân vận động Wembley       | 85.437   | [ 127 ]         |
| 2016 | Manchester United                            | 2–1            | Leicester City            | Sân vận động Wembley       | 85.437   | [ 16 ]          |
| 2017 | Arsenal                                      | 1–1 (4–1 pen.) | Chelsea                   | Sân vận động Wembley       | 83.325   | [ 128 ]         |
| 2018 | Manchester City                              | 2–0            | Chelsea                   | Sân vận động Wembley       | 72.724   | [ 129 ]         |
| 2019 | Manchester City                              | 1–1 (5–4 pen.) | Liverpool                 | Sân vận động Wembley       | 77.565   | [ 130 ]         |
| 2020 | Arsenal                                      | 1–1 (5–4 pen.) | Liverpool                 | Sân vận động Wembley       | 0        | [ 132 ]         |
| 2021 | Leicester City                               | 1–0            | Manchester City           | Sân vận động Wembley       | 45.602   | [ 133 ]         |
| 2022 | Liverpool                                    | 3–1            | Manchester City           | Sân vận động King Power    | 28.545   | [ 135 ]         |
| 2023 | Arsenal                                      | 1–1 (4–1 pen.) | Manchester City           | Sân vận động Wembley       | 81.145   | [ 136 ]         |
| 2024 | Manchester City                              | 1–1 (7–6 pen.) | Manchester United         | Sân vận động Wembley       | 78.416   | [ 9 ]           |

## Kết quả theo câu lạc bộ

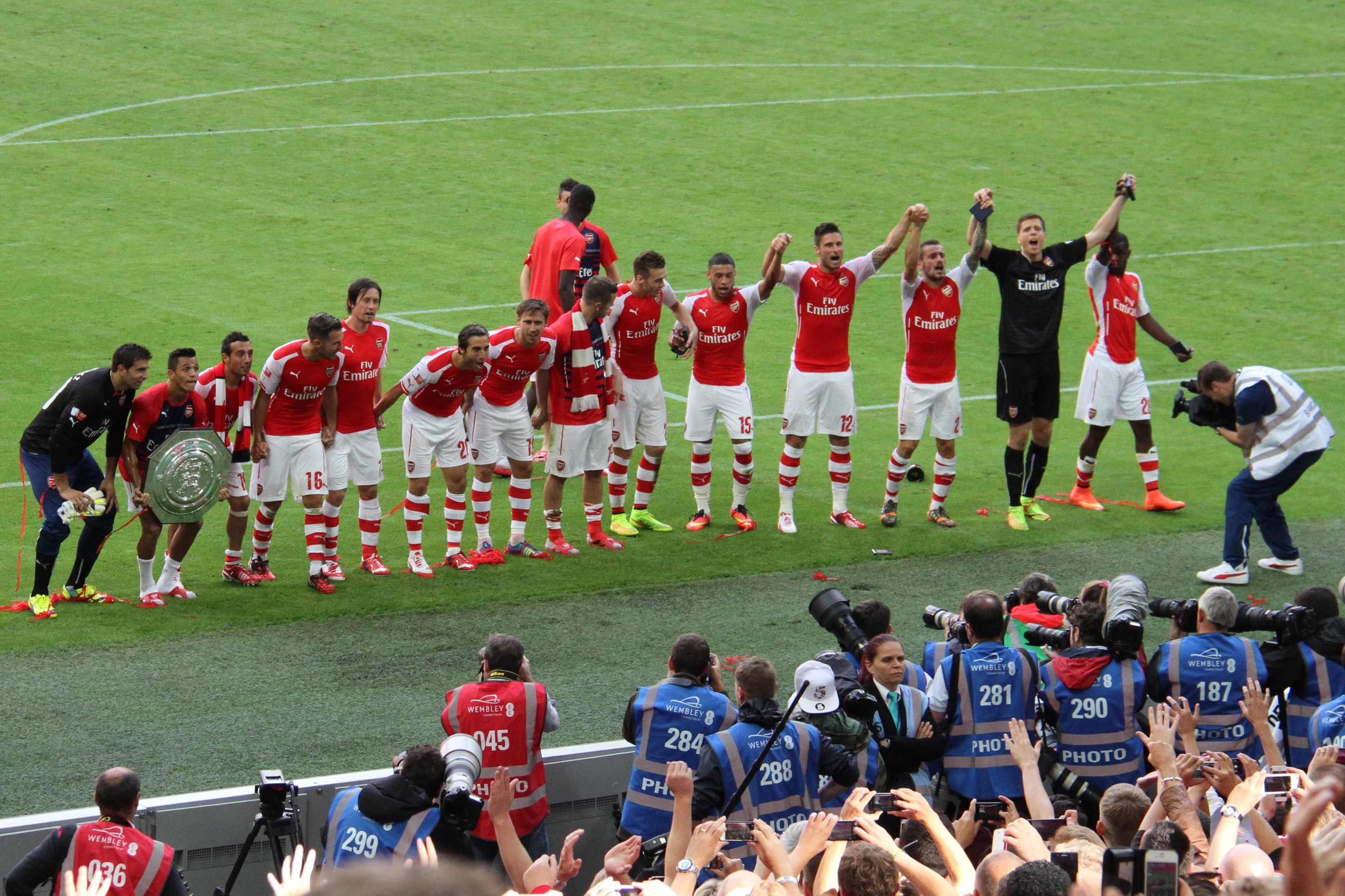
Arsenal (ảnh chụp đội bóng sau khi vô địch vào năm 2014) đứng thứ hai mọi thời đại về số lần vô địch (17 lần) và đứng hạng ba về số lần góp mặt trong trận đấu này (24 lần).

Tên những đội được hiển thị bằng chữ in nghiêng là không còn hoạt động, vẫn hoạt động nhưng đã chuyển địa điểm hoặc được thành lập chỉ với mục đích thi đấu trong các trận đấu này.
| Câu lạc bộ                     | Số lần vô địch | Lần vô địch gần nhất | Á quân | Lần thua gần nhất | Tổng số trận |
| ------------------------------ | -------------- | -------------------- | ------ | ----------------- | ------------ |
| Manchester United              | 21             | 2016                 | 10     | 2024              | 31           |
| Arsenal                        | 17             | 2023                 | 7      | 2005              | 24           |
| Liverpool                      | 16             | 2022                 | 9      | 2025              | 25           |
| Everton                        | 9              | 1995                 | 2      | 1966              | 11           |
| Manchester City                | 7              | 2024                 | 9      | 2023              | 16           |
| Tottenham Hotspur              | 7              | 1991                 | 2      | 1982              | 9            |
| Chelsea                        | 4              | 2009                 | 9      | 2018              | 13           |
| English Professionals XI       | 4              | 1929                 | 2      | 1926              | 6            |
| Wolverhampton Wanderers        | 4              | 1960                 | 1      | 1958              | 5            |
| English Amateurs XI            | 2              | 1926                 | 4      | 1929              | 6            |
| West Bromwich Albion           | 2              | 1954                 | 2      | 1968              | 4            |
| Burnley                        | 2              | 1973                 | 1      | 1921              | 3            |
| Leeds United                   | 2              | 1992                 | 1      | 1974              | 3            |
| Leicester City                 | 2              | 2021                 | 1      | 2016              | 3            |
| Newcastle United               | 1              | 1909                 | 5      | 1996              | 6            |
| Aston Villa                    | 1              | 1981                 | 3      | 1972              | 4            |
| Blackburn Rovers               | 1              | 1912                 | 3      | 1995              | 4            |
| West Ham United                | 1              | 1964                 | 2      | 1980              | 3            |
| Sheffield Wednesday            | 1              | 1935                 | 1      | 1930              | 2            |
| Sunderland                     | 1              | 1936                 | 1      | 1937              | 2            |
| Portsmouth                     | 1              | 1949                 | 1      | 2008              | 2            |
| Nottingham Forest              | 1              | 1978                 | 1      | 1959              | 2            |
| Brighton and Hove Albion       | 1              | 1910                 | 0      | —                 | 1            |
| Huddersfield Town              | 1              | 1922                 | 0      | —                 | 1            |
| Cardiff City                   | 1              | 1927                 | 0      | —                 | 1            |
| English World Cup XI           | 1              | 1950                 | 0      | —                 | 1            |
| Bolton Wanderers               | 1              | 1958                 | 0      | —                 | 1            |
| Derby County                   | 1              | 1975                 | 0      | —                 | 1            |
| Crystal Palace                 | 1              | 2025                 | 0      | —                 | 1            |
| Queens Park Rangers            | 0              | —                    | 2      | 1912              | 2            |
| Ipswich Town                   | 0              | —                    | 2      | 1978              | 2            |
| Northampton Town               | 0              | —                    | 1      | 1909              | 1            |
| Swindon Town                   | 0              | —                    | 1      | 1911              | 1            |
| Corinthian                     | 0              | —                    | 1      | 1927              | 1            |
| Preston North End              | 0              | —                    | 1      | 1938              | 1            |
| English FA Canadian Touring XI | 0              | —                    | 1      | 1950              | 1            |
| Blackpool                      | 0              | —                    | 1      | 1953              | 1            |
| FA Select XI                   | 0              | —                    | 1      | 1961              | 1            |
| Southampton                    | 0              | —                    | 1      | 1976              | 1            |
| Coventry City                  | 0              | —                    | 1      | 1987              | 1            |
| Wimbledon                      | 0              | —                    | 1      | 1988              | 1            |
| Wigan Athletic                 | 0              | —                    | 1      | 2013              | 1            |

1. ↑  Tính cả 4 lần đồng vô địch sau khi trận đấu kết thúc với tỉ số hòa.
2. 1 2 3 4 5 6 7  Tính cả một lần đồng vô địch sau khi trận đấu kết thúc với tỉ số hòa.
3. ↑  Tính cả 5 lần đồng vô địch sau khi trận đấu kết thúc với tỉ số hòa.
4. 1 2  Tính cả ba lần đồng vô địch sau khi trận đấu kết thúc với tỉ số hòa.